# هونان مایراوانتسی
هونان مایراوانتسی (ارمنی: Հովհան Մայրավանեցի؛ ۶۵۰–۵۷۲) فیلسوف و الهی‌دان اهل ارمنستان بود.